# Copa América 1959 (Argentyna)
Copa América 1959 (Argentyna) – dwudzieste szóste mistrzostwa kontynentu południowoamerykańskiego, odbyły się w dniach 7 marca – 4 kwietnia 1959 roku, po raz siódmy w Argentynie. Ekwador i Kolumbia zrezygnowały z udziału w turnieju. Zwyciężyła Argentyna, a Brazylia musiała zadowolić się drugim miejscem. Pelé (Brazylia) z ośmioma zdobytymi bramkami został królem strzelców a w całych mistrzostwach strzelono 86 goli (średnio: 4 gole na mecz). Wszystkie mecze odbyły się na stadionie Estadio Monumental w Buenos Aires.

## Uczestnicy

### Argentyna
| Zawodnik                                                     | Klub                            |
| ------------------------------------------------------------ | ------------------------------- |
| Raúl Oscar Belén                                             | Racing Club de Avellaneda       |
| Juan Bertoldi                                                | Rosario Central                 |
| Roberto Brookes                                              | Chacarita Juniors               |
| Pedro Eugenio Callá                                          | Argentinos Juniors Buenos Aires |
| Vladislao Wenceslao Cap                                      | Racing Club de Avellaneda       |
| Luis Raúl Cardoso                                            | Boca Juniors                    |
| Oreste Omar Corbatta                                         | Racing Club de Avellaneda       |
| Jorge Bernardo Griffa                                        | Newell’s Old Boys Rosario       |
| Carlos Timoteo Griguol                                       | Atlanta Buenos Aires            |
| Osvaldo Oscar Güenzatti                                      | Atlanta Buenos Aires            |
| Juan Francisco Lombardo                                      | Boca Juniors                    |
| Pedro Waldemar Manfredini                                    | Racing Club de Avellaneda       |
| Eliseo Víctor Mouriño                                        | Boca Juniors                    |
| Juan Carlos Murúa                                            | Racing Club de Avellaneda       |
| Angel Osvaldo Nardiello                                      | Boca Juniors                    |
| Jorge Osvaldo Negri                                          | Racing Club de Avellaneda       |
| Julio Alberto Nuín                                           | River Plate                     |
| Juan José Pizzuti                                            | Racing Club de Avellaneda       |
| Juan José Rodríguez                                          | Boca Juniors                    |
| Carmelo Simeone                                              | CA Vélez Sarsfield              |
| Héctor Rubén Sosa                                            | Racing Club de Avellaneda       |
| José Varacka                                                 | CA Independiente                |
| Trenerzy: Victorio Spinetto, José Della Torre, José Barreiro |                                 |

### Boliwia
| Zawodnik               | Klub                   |
| ---------------------- | ---------------------- |
| Atilio Antonio Aguirre | ?                      |
| Máximo Alcócer         | Club Jorge Wilstermann |
| Ricardo Alcón          | ?                      |
| Abdul Aramayo          | Chaco Petrolero La Paz |
| Miguel Burgos          | ?                      |
| Wilfredo Camacho       | Municipal La Paz       |
| Raymundo Centeno       | ?                      |
| Oscar Claure           | Club Jorge Wilstermann |
| Ausberto García        | Club Jorge Wilstermann |
| Arturo López           | ?                      |
| Renán López            | Club Jorge Wilstermann |
| Mario Mena             | Club Bolívar           |
| Jorge Montes           | ?                      |
| Máximo Ramírez         | Club The Strongest     |
| César Sánchez          | Club Jorge Wilstermann |
| Ramón Santos           | ?                      |
| Oscar Soliz            | ?                      |
| Víctor Ugarte          | ?                      |
| Freddy Valda           | ?                      |
| Edgar Vargas           | ?                      |
| Trener: Vicente Arraya |                        |

### Brazylia
| Zawodnik                                | Klub                      |
| --------------------------------------- | ------------------------- |
| ALMIR Albuquerque                       | CR Vasco da Gama          |
| Hideraldo Luiz BELLINI                  | CR Vasco da Gama          |
| Carlos José CASTILHO                    | Fluminense Rio de Janeiro |
| CORONEL – Antônio Evanil da Silva       | CR Vasco da Gama          |
| CHINESINHO – Sidney Colônia Cunha       | SE Palmeiras              |
| DIDÍ – Waldyr Pereira                   | Botafogo FR               |
| DINO SANI                               | São Paulo FC              |
| DJALMA dos SANTOS                       | Portuguesa São Paulo      |
| DORVAL Rodrigues                        | Santos FC                 |
| Décio ESTEVES da Silva                  | Bangu AC                  |
| FORMIGA – Francisco Ferreira de Aguiar  | SE Palmeiras              |
| GARRINCHA – Manoel Francisco dos Santos | Botafogo FR               |
| GILMAR dos Santos Neves                 | Corinthians Paulista      |
| HENRIQUE Frade                          | CR Flamengo               |
| MAURO Domingos Ramos de Oliveira        | São Paulo FC              |
| NILTON Reis dos SANTOS                  | Botafogo FR               |
| ORLANDO Peçanha de Carvalho             | CR Vasco da Gama          |
| PAULINHO – Paulo de Almeida Ribeiro     | CR Vasco da Gama          |
| PAULO VALENTIM                          | Botafogo FR               |
| PELÉ – Edson Arantes do Nascimento      | Santos FC                 |
| Mário Jorge Lobo ZAGALLO                | Botafogo FR               |
| ZITO – José Eli de Miranda              | Santos FC                 |
| Trener: VICENTE Ítalo FEOLA             |                           |

### Chile
| Zawodnik            | Klub                      |
| ------------------- | ------------------------- |
| Luis Hernán Alvarez | CSD Colo-Colo             |
| Raúl Coloma         | Ferro-Bádminton Santiago  |
| Luis Eyzaguirre     | Club Universidad de Chile |
| Francisco Fernández | Audax Italiano            |
| Carlos Hoffman      | Santiago Wanderers        |
| Mario Moreno        | CSD Colo-Colo             |
| Sergio Navarro      | Club Universidad de Chile |
| Hernán Rodríguez    | CSD Colo-Colo             |
| Eladio Rojas        | Everton Viña del Mar      |
| Juan Rojas          | La Serena                 |
| Leonel Sánchez      | Club Universidad de Chile |
| Raúl Sánchez        | Santiago Wanderers        |
| Juan Soto           | CSD Colo-Colo             |
| Mario Soto          | CD Universidad Católica   |
| Armando Tobar       | Santiago Wanderers        |
| Jorge Toro          | CSD Colo-Colo             |
| Mario Torres        | Audax Italiano            |
| Sergio Valdés       | Deportes Magallanes       |
| Luis Vera           | Audax Italiano            |
| Carlos Verdejo      | ?                         |

### Paragwaj
| Zawodnik                 | Klub             |
| ------------------------ | ---------------- |
| Samuel Aguilar           | Club Libertad    |
| Edelmiro Arévalo         | Club Olimpia     |
| José Raúl Aveiro         | Sportivo Luqueño |
| Juan León Cañete         | ?                |
| Honario Casco            | ?                |
| Luis Doldán              | ?                |
| Eligio Echagüe           | Club Olimpia     |
| Luis Arnulfo Gini        | ?                |
| Eligio Antonio Insfrán   | Club Guaraní     |
| Angel Jara Saguier       | ?                |
| Enrique Jara Saguier     | ?                |
| Juan Vicente Lezcano     | Club Olimpia     |
| Silvio Parodi            | ?                |
| Benigno Gilberto Penayo  | Cerro Porteño    |
| Cayetano Ré              | Cerro Porteño    |
| Carlos Sanabria          | ?                |
| Ildefonso Sanabria       | ?                |
| Osvaldo Sánchez          | ?                |
| Salvador Villalba        | ?                |
| Trener: Aurelio González |                  |

### Peru
| Zawodnik            | Klub               |
| ------------------- | ------------------ |
| Isaac Andrade       | ?                  |
| Rafael Asca         | ?                  |
| Víctor Benítez      | ?                  |
| Adolfo Calenzani    | ?                  |
| José Carrasco       | ?                  |
| Juan De La Vega     | ?                  |
| Escate              | ?                  |
| José Fernández      | Universitario Lima |
| Guillermo Fleming   | ?                  |
| Enrique Flores      | ?                  |
| Oscar Gómez Sánchez | ?                  |
| Manuel Grimaldo     | ?                  |
| Tomás Iwasaki       | Universitario Lima |
| Juan Víctor Joya    | Alianza Lima       |
| Miguel Angel Loayza | ?                  |
| Claudio Loustanau   | ?                  |
| Oscar Montalvo      | ?                  |
| Dante Rovay         | ?                  |
| Juan Seminario      | ?                  |
| Alberto Terry       | Universitario Lima |
| Alonso Urdániga     | ?                  |
| Dimas Zegarra       | Universitario Lima |
| Trener: Gyouri Orth |                    |

### Urugwaj
| Zawodnik                  | Klub                      |
| ------------------------- | ------------------------- |
| Zelmar Aguilera           | Sud América Montevideo    |
| Esteban Alvarez           | Defensor Sporting         |
| Eladio Benítez            | Racing Montevideo         |
| Carlos Ariel Borges       | CA Peñarol                |
| Julio Castillo            | Rampla Juniors            |
| Walter Davoine            | Rampla Juniors            |
| Héctor Demarco            | Defensor Sporting         |
| Vladas Douksas            | Rampla Juniors            |
| Guillermo Escalada        | Club Nacional de Football |
| Roque Fernández           | Club Nacional de Football |
| Néstor Gonçalves          | CA Peñarol                |
| Víctor Homero Guaglianone | Montevideo Wanderers      |
| Juan Carlos Leiva         | Rampla Juniors            |
| William Ruben Martínez    | CA Peñarol                |
| Juan Carlos Mesías        | Club Nacional de Football |
| Luis Alberto Miramontes   | Defensor Sporting         |
| Héctor Núñez              | Club Nacional de Football |
| Domingo Salvador Pérez    | Rampla Juniors            |
| Clímaco Rodríguez         | Defensor Sporting         |
| José Francisco Sasía      | Defensor Sporting         |
| Alcides Silveira          | Sud América Montevideo    |
| Walter Taibo              | Club Nacional de Football |
| Trener: Héctor Castro     |                           |

## Mecze

### Argentyna–Chile
| ARGENTYNA – CHILE 6:1 (4:1) |
| --- |
| 7 marca 1959, Buenos Aires, Estadio Monumental (widzów 70 000)                                                                       |
| Sędzia: Washington Rodríguez |
| ARGENTYNA: Negri – Cardoso, Nuin – Simeone, Cap, Varacka – Corbatta, Pizzuti (75 Güenzatti), Manfredini, Callá (75 Rodríguez), Belén |
| CHILE: Coloma – Valdés, Torres (R.Sánchez) – Navarro, Vera, H.Rodríguez – J.Soto, L.Alvarez, Tovar (E.Rojas), L.Sánchez, Toro        |
| Bramki: 1:0 Manfredini 5, 2:0 Callá 7, 3:0 Pizzuti 17, 3:1 L.Alvarez 25, 4:1 Pizzuti 39, 5:1 Manfredini 50, 6:1 Belén 75             |

### Urugwaj–Boliwia
| URUGWAJ – BOLIWIA 7:0 (3:0) |
| --- |
| 8 marca 1959, Buenos Aires, Estadio Monumental (widzów 35 000)                                                                                              |
| Sędzia: Alberto Da Gama Malcher |
| URUGWAJ: Taibo – Martínez, Rodríguez – Fernández, Gonçalves, Miramontes – Núńez (46 Pérez), Aguilera, Guaglianone (46 Douksas), Sasía, Escalada (46 Borges) |
| BOLIWIA: Soliz (A.López) – Santos, Burgos – Claure, Vargas (Ramírez), Sánchez – Camacho, Ugarte, García, R.López, Alcón (Aguirre)                           |
| Bramki: 1:0 Sasía 5, 2:0 Escalada 12, 3:0 Guaglianone 17, 4:0 Borges 60, 5:0 Borges 65, 6:0 Douksas 69, 7:0 Pérez 89                                        |

### Brazylia–Peru
| BRAZYLIA – PERU 2:2 (1:0)                                                                                                  |
| --- |
| 10 marca 1959, Buenos Aires, Estadio Monumental (widzów 45 000)                                                            |
| Sędzia: Carlos Robles |
| BRAZYLIA: Castilho – Paulinho, Bellini – Nilton Santos, Zito, Orlando – Dorval, Didí, Henrique, Pelé (Almir), Zagallo      |
| PERU: Asca – Fleming, Benítez – De la Vega, Fernández, Grimaldo – Gómez Sánchez, Loayza (Carrasco), Joya, Terry, Seminario |
| Bramki: 1:0 Didí 24, 2:0 Pelé 48, 2:1 Seminario 59, 2:2 Seminario 77                                                       |

### Paragwaj–Chile
| PARAGWAJ – CHILE 2:1 |
| --- |
| 11 marca 1959, Buenos Aires, Estadio Monumental (widzów 45 000)                                                               |
| Sędzia: Luis Ventre |
| PARAGWAJ: Aguilar – Gini, Lezcano – Echagüe, Villalba, C.Sanabria – I.Sanabria (Penayo), Insfrán, Aveiro, Ré (Doldán), Cańete |
| CHILE: Coloma – Valdés, R.Sánchez – Navarro, Vera, H.Rodríguez – M.Soto, L.Alvarez, J.Soto (E.Rojas), L.Sánchez, Toro         |
| Bramki: Aveiro (2) – L.Sánchez 45k                                                                                            |

### Argentyna–Boliwia
| ARGENTYNA – BOLIWIA 2:0 (1:0) |
| --- |
| 11 marca 1959, Buenos Aires, Estadio Monumental (widzów 45 000)                                                                      |
| Sędzia: Carlos Robles |
| ARGENTYNA: Negri – Cardoso, Murúa – Simeone (46 Lombardo), Cap, Varacka – Corbatta, Pizzuti (80 Güenzatti), Manfredini, Callá, Belén |
| BOLIWIA: A.López – Santos, Burgos – Claure, Camacho, Ramírez – Sánchez (Aramayo), R.López (Ugarte), Mena (García), Alcócer, Aguirre  |
| Bramki: 1:0 Corbatta 2, 2:0 Callá 79                                                                                                 |

### Peru–Urugwaj
| PERU – URUGWAJ 5:3 (4:2) |
| --- |
| 14 marca 1959, Buenos Aires, Estadio Monumental (widzów 40 000)                                                                                         |
| Sędzia: Carlos Robles |
| PERU: Asca – Fleming, Benítez – Fernández, Grimaldo (Flores), De la Vega – Gómez Sánchez, Loayza (Carrasco), Joya, Terry (Montalvo), Seminario          |
| URUGWAJ: Taibo – Martínez, Rodríguez – Fernández (46 Davoine), Gonçalves, Miramontes (46 Mesías) – Núńez, Demarco, Douksas (72 Aguilera), Sasía, Borges |
| Bramki: 0:1 Demarco 2, 1:1 Loayza 4, 2:1 Loayza 27, 3:1 Joya 29, 3:2 Douksas 31, 4:2 Loayza 42, 5:2 Joya 79, 5:3 Sasía 81                               |
| Uwagi: w 37 minucie z boiska wyrzucony został peruwiański napastnik Seminario                                                                           |

### Paragwaj–Boliwia
| PARAGWAJ – BOLIWIA 5:0 (3:0) |
| --- |
| 15 marca 1959, Buenos Aires, Estadio Monumental (widzów 40 000)                                                                       |
| Sędzia: Alberto Da Gama Malcher |
| PARAGWAJ: Aguilar – Gini, Lezcano – Echagüe, Villalba, C.Sanabria – I.Sanabria (Penayo), Insfrán (E.Jara Saguier), Aveiro, Ré, Cańete |
| BOLIWIA: A.López – Claure, Santos – Burgos (Montes), Camacho, Ramírez – Aramayo, Ugarte, Alcócer, R.López, Alcón (Mena)               |
| Bramki: 1:0 Ré 1, 2:0 I.Sanabria 11, 3:0 Ré 21, 4:0 Ré 50, 5:0 Aveiro 51                                                              |

### Brazylia–Chile
| BRAZYLIA – CHILE 3:0 (2:0) |
| --- |
| 15 marca 1959, Buenos Aires, Estadio Monumental (widzów 40 000)                                                                   |
| Sędzia: Alberto Tejada |
| BRAZYLIA: Castilho – Paulinho, Bellini – Orlando, Coronel, Zito – Dorval, Didí, Henrique (Paulo Valentim), Pelé, Zagallo          |
| CHILE: Coloma – Valdés, R.Sánchez – Navarro, Vera, H.Rodríguez – Moreno, L.Alvarez (E.Rojas), J.Soto (Verdejo), L.Sánchez, M.Soto |
| Bramki: 1:0 Pelé 43, 2:0 Pelé 45, 3:0 Didí 89                                                                                     |

### Urugwaj–Paragwaj
| URUGWAJ – PARAGWAJ 3:1 (2:0)                                                                                                 |
| --- |
| 18 marca 1959, Buenos Aires, Estadio Monumental (widzów 70 000)                                                              |
| Sędzia: Carlos Robles |
| URUGWAJ: Leiva – Alvarez (29 Martínez), Silveira – Davoine, Gonçalves, Mesías – Borges, Demarco, Douksas, Sasía, Escalada    |
| PARAGWAJ: Aguilar (Casco) – Gini, Lezcano – Echagüe, Villalba, C.Sanabria – I.Sanabria, Insfrán, Aveiro, Ré, Cańete (Parodi) |
| Bramki: 1:0 Demarco 2, 2:0 Douksas 37, 2:1 Aveiro 77, 3:1 Sasía 85                                                           |

### Argentyna–Peru
| ARGENTYNA – PERU 3:1 (2:0) |
| --- |
| 18 marca 1959, Buenos Aires, Estadio Monumental (widzów 70 000)                                                                     |
| Sędzia: Alberto Da Gama Malcher |
| ARGENTYNA: Negri – Griffa, Murúa – Lombardo, Cap, Mourińo – Corbatta (78 Nardiello), Pizzuti, Manfredini (64 Sosa), Callá, Belén    |
| PERU: Asca – Fleming, Benítez – Fernández, Grimaldo (Flores), De la Vega – Gómez Sánchez, Loayza, Joya, Terry (Carrasco), Seminario |
| Bramki: 1:0 Corbatta 18k, 2:0 Sosa 42, 2:1 Loayza 51, 3:1 Benítez 78s                                                               |

### Brazylia–Boliwia
| BRAZYLIA – BOLIWIA 4:2 (3:2) |
| --- |
| 21 marca 1959, Buenos Aires, Estadio Monumental (widzów 25 000)                                                                                          |
| Sędzia: Luis Ventre |
| BRAZYLIA: Castilho – Paulinho (Djalma Santos), Mauro – Orlando, Coronel (Nilton Santos), Zito (Formiga) – Garrincha, Didí, Paulo Valentim, Pelé, Zagallo |
| BOLIWIA: A.López – Claure, Santos – Burgos, Camacho, Ramírez – Aramayo, Ugarte, Mena (García), R.López, Alcón                                            |
| Bramki: 0:1 Alcón 12, 1:1 Pelé 16, 2:1 Paulo Valentim 18, 2:2 García 22, 3:2 Paulo Valentim 26, 4:2 Didí 89                                              |

### Chile–Peru
| CHILE – PERU 1:1 (0:1) |
| --- |
| 21 marca 1959, Buenos Aires, Estadio Monumental (widzów 25 000)                                                                      |
| Sędzia: Washington Rodríguez |
| CHILE: Coloma – Valdés, R.Sánchez – Navarro, Vera, H.Rodríguez (E.Rojas) – Moreno, Toro (Hoffman), J.Soto, L.Sánchez (Tovar), M.Soto |
| PERU: Asca – Flores, Benítez – Fernández, De la Vega, Loustanau – Gómez Sánchez, Loayza, Joya, Terry (Carrasco), Seminario           |
| Bramki: 0:1 Loayza 12, 1:1 Tovar 77                                                                                                  |

### Argentyna–Paragwaj
| ARGENTYNA – PARAGWAJ 3:1 (1:1) |
| --- |
| 22 marca 1959, Buenos Aires, Estadio Monumental (widzów 50 000)                                                                                  |
| Sędzia: Carlos Robles |
| ARGENTYNA: Negri – Griffa, Murúa – Lombardo, Cap, Mourińo – Corbatta (52 Nardiello), Pizzuti, Sosa, Callá (52 Rodríguez), Belén (86 Brookes)     |
| PARAGWAJ: Casco – Arévalo, Lezcano – Echagüe (Sánchez), Villalba, C.Sanabria – I.Sanabria, Insfrán (E.Jara Saguier), Aveiro, Ré, Cańete (Parodi) |
| Bramki: 1:0 Corbatta 15, 1:1 Parodi 36, 2:1 Sosa 63, 3:1 Cap 69                                                                                  |

### Chile–Boliwia
| CHILE – BOLIWIA 5:2 (3:1) |
| --- |
| 26 marca 1959, Buenos Aires, Estadio Monumental (widzów 70 000)                                                                              |
| Sędzia: Luis Ventre |
| CHILE: Coloma – Valdés, R.Sánchez – Navarro (Eyzarrigue), Vera (J.Rojas), H.Rodríguez – Moreno (E.Rojas), M.Soto, J.Soto, L.Sánchez, Hoffman |
| BOLIWIA: A.López – Claure (Centeno), Santos – Burgos, Camacho, Ramírez (Vargas) – Aramayo, Ugarte (Valda), Alcócer, R.López, Aguirre         |
| Bramki: 1:0 M.Soto 7, 2:0 J.Soto 17, 2:1 Alcócer 25, 3:1 M.Soto 42, 4:1 J.Soto 51, 4:2 Alcócer 76, 5:2 L.Sánchez 89                          |

### Brazylia–Urugwaj
| BRAZYLIA – URUGWAJ 3:1 (0:1) |
| --- |
| 26 marca 1959, Buenos Aires, Estadio Monumental (widzów 70 000)                                                                                                |
| Sędzia: Carlos Robles |
| BRAZYLIA: Castilho (Gilmar) – Djalma Santos, Bellini – Orlando, Coronel (Paulo Valentim), Formiga – Garrincha (Dorval), Didí, Almir, Pelé, Chinesinho          |
| URUGWAJ: Leiva – Martínez, Silveira – Davoine, Gonçalves, Mesías – Borges (46 Fernández), Demarco, Douksas, Sasía, Escalada (46 Aguilera)                      |
| Bramki: 0:1 Escalada 36, 1:1 Paulo Valentim 62, 2:1 Paulo Valentim 80, 3:1 Paulo Valentim 89                                                                   |
| Uwaga: w 32 minucie meczu sędzia wyrzucił z boiska czterech piłkarzy – dwóch Brazylijczyków (Orlando i Almira) oraz dwóch Urugwajczyków (Davoine i Gonçalvesa) |

### Peru–Boliwia
| PERU – BOLIWIA 0:0 |
| --- |
| 29 marca 1959, Buenos Aires, Estadio Monumental (widzów 40 000)                                                                                  |
| Sędzia: Washington Rodríguez |
| PERU: Asca – Flores (Calenzani), Benítez – Fernández, Grimaldo, De la Vega – Gómez Sánchez, Loayza (Carrasco), Joya, Terry (Urdániga), Seminario |
| BOLIWIA: A.López – Santos, Montes – Centeno, Camacho, Vargas – Aramayo (Ugarte), Alcócer, García, R.López (Valda), Aguirre                       |

### Brazylia–Paragwaj
| BRAZYLIA – PARAGWAJ 4:1 (2:1) |
| --- |
| 29 marca 1959, Buenos Aires, Estadio Monumental (widzów 40 000)                                                                              |
| Sędzia: Carlos Robles |
| BRAZYLIA: Gilmar – Djalma Santos, Bellini – Formiga, Coronel, Esteves – Didí, Garrincha (Dorval), Paulo Valentim, Pelé, Chinesinho           |
| PARAGWAJ: Casco – Gini, Lezcano – Arévalo, Villalba, C.Sanabria – I.Sanabria, Insfrán, Doldán (Aveiro), Ré (A.Jara Saguier), Parodi (Cańete) |
| Bramki: 0:1 Parodi 4, 1:1 Pelé 25, 2:1 Chinesinho 35, 3:1 Pelé 60, 4:1 Pelé 63                                                               |

### Argentyna–Urugwaj
| ARGENTYNA – URUGWAJ 4:1 (1:0)                                                                                                   |
| --- |
| 30 marca 1959, Buenos Aires, Estadio Monumental (widzów 80 000)                                                                 |
| Sędzia: Isidro Ramírez |
| ARGENTYNA: Negri – Griffa, Murúa – Lombardo, Mourińo, Cap – Corbatta (46 Nardiello), Pizzuti, Sosa, Callá (46 Rodríguez), Belén |
| URUGWAJ: Taibo – Martínez, Silveira – Mesías, Castillo, Miramontes – Pérez (56 Núńez), Demarco, Douksas, Escalada, Borges       |
| Bramki: 1:0 Belén 15, 2:0 Sosa 55, 3:0 Belén 60, 4:0 Sosa 80, 4:1 Demarco 85                                                    |

### Paragwaj–Peru
| PARAGWAJ – PERU 2:1 (1:0) |
| --- |
| 2 kwietnia 1959, Buenos Aires, Estadio Monumental (widzów 5000)                                                                       |
| Sędzia: Alberto Da Gama Malcher |
| PARAGWAJ: Casco – Gini, Lezcano – Arévalo, Villalba, C.Sanabria – Penayo (Parodi), Insfrán, Aveiro, Ré, Cańete                        |
| PERU: Asca – Flores, Benítez – Fernández, Grimaldo, De la Vega – Gómez Sánchez, Loayza (Iwasaki), Joya, Urdániga, Carrasco, Seminario |
| Bramki: 1:0 Aveiro 32, 1:1 Gómez Sánchez 51, 2:1 Aveiro 68                                                                            |

### Chile–Urugwaj
| CHILE – URUGWAJ 1:0 (0:0) |
| --- |
| 2 kwietnia 1959, Buenos Aires, Estadio Monumental (widzów 5000)                                                                                         |
| Sędzia: Alberto Tejada |
| CHILE: Coloma – Valdés, R.Sánchez – Navarro, Vera, H.Rodríguez – M.Soto, Moreno, J.Soto, L.Sánchez (E.Rojas), Hoffman (Tovar)                           |
| URUGWAJ: Taibo – Martínez, Silveira – Davoine, Castillo, Mesías – Borges (74 Aguilera), Demarco, Douksas (46 Guaglianone), Benítez (46 Núńez), Escalada |
| Bramki: 1:0 Moreno 88 |

### Argentyna–Brazylia
| ARGENTYNA – BRAZYLIA 1:1 (1:0) |
| --- |
| 4 kwietnia 1959, Buenos Aires, Estadio Monumental (widzów 85 000)                                                                           |
| Sędzia: Carlos Robles |
| ARGENTYNA: Negri – Griffa (50 Cardoso), Murúa – Lombardo (46 Simeone), Mourińo, Cap – Nardiello, Pizzuti, Sosa, Callá (60 Rodríguez), Belén |
| BRAZYLIA: Gilmar – Djalma Santos, Bellini – Orlando, Coronel, Dino Sani – Garrincha, Didí, Paulo Valentim (Almir), Pelé, Chinesinho         |
| Bramki: 1:0 Pizzuti 40, 1:1 Pelé 58 |

## Podsumowanie

### Wyniki
| Lp. | Data            | Drużyna 1 | Drużyna 2 | Wynik | Bramki                                                                                   |
| --- | --------------- | --------- | --------- | ----- | ---------------------------------------------------------------------------------------- |
| 1.  | 7 marca 1959    | Argentyna | Chile     | 6:1   | Manfredini 5' i 50', Callá 7', Pizzuti 17' i 39', Belén 75' ; L.H. Alvarez 25'           |
| 2.  | 8 marca 1959    | Urugwaj   | Boliwia   | 7:0   | Sasía 5', Escalada 12', Guaglianone 17', Borges 60' i 65', Douksas 69', Pérez 89'        |
| 3.  | 10 marca 1959   | Brazylia  | Peru      | 2:2   | Didí 24', Pelé 48' ; Seminario 59' i 77'                                                 |
| 4.  | 11 marca 1959   | Paragwaj  | Chile     | 2:1   | Aveiro (2) ; L. Sánchez 45' (karny)                                                      |
| 5.  | 11 marca 1959   | Argentyna | Boliwia   | 2:0   | Corbatta 2', Callá 79'                                                                   |
| 6.  | 14 marca 1959   | Peru      | Urugwaj   | 5:3   | Loayza 27', 45' i 86', Joya 54', Gómez Sánchez 69' ; Demarco 17', Sasía 40', Douksas 76' |
| 7.  | 15 marca 1959   | Paragwaj  | Boliwia   | 5:0   | Ré 1', 21' i 50', I. Sanabria 11', Aveiro 50'                                            |
| 8.  | 15 marca 1959   | Brazylia  | Chile     | 3:0   | Pelé 43' i 45', Didí 89'                                                                 |
| 9.  | 18 marca 1959   | Urugwaj   | Paragwaj  | 3:1   | Demarco 2', Douksas 37', Sasía 85' ; Aveiro 77'                                          |
| 10. | 18 marca 1959   | Argentyna | Peru      | 3:1   | Corbatta 18' (karny), Sosa 42', Benítez 78' (csc) ; Loayza 51'                           |
| 11. | 21 marca 1959   | Brazylia  | Boliwia   | 4:2   | Pelé 16', Paulo Valentim 18' i 26', Didí 89' ; Alcón 12', García 22'                     |
| 12. | 21 marca 1959   | Chile     | Peru      | 1:1   | Tovar 77' ; Loayza 12'                                                                   |
| 13. | 22 marca 1959   | Argentyna | Paragwaj  | 3:1   | Corbatta 15', Sosa 63', Cap 69' ; Parodi 36'                                             |
| 14. | 26 marca 1959   | Chile     | Boliwia   | 5:2   | M. Soto 7' i 42', J. Soto 17' i 51', L. Sánchez 89' ; Alcócer 25' i 76'                  |
| 15. | 26 marca 1959   | Brazylia  | Urugwaj   | 3:1   | Paulo Valentim 62', 80' i 89' ; Escalada 36'                                             |
| 16. | 29 marca 1959   | Peru      | Boliwia   | 0:0   |                                                                                          |
| 17. | 29 marca 1959   | Brazylia  | Paragwaj  | 4:1   | Pelé 25', 60' i 63', Chinesinho 35' ; Parodi 4'                                          |
| 18. | 30 marca 1959   | Argentyna | Urugwaj   | 4:1   | Belén 15' i 60', Sosa 55' i 80' ; Demarco 85'                                            |
| 19. | 2 kwietnia 1959 | Paragwaj  | Peru      | 2:1   | Aveiro 32' i 68' ; Gómez Sánchez 51'                                                     |
| 20. | 2 kwietnia 1959 | Chile     | Urugwaj   | 1:0   | Moreno 88'                                                                               |
| 21. | 4 kwietnia 1959 | Argentyna | Brazylia  | 1:1   | Pizzuti 40' ; Pelé 58'                                                                   |

### Końcowa tabela
| M  | Drużyna   | L.m. | Zw. | Rem. | Por. | Bramki | R.br. | Pkt |
| 1. | Argentyna | 6    | 5   | 1    | 0    | 19:5   | 14    | 11  |
| 2. | Brazylia  | 6    | 4   | 2    | 0    | 17:7   | 10    | 10  |
| 3. | Paragwaj  | 6    | 3   | 0    | 3    | 12:12  | 0     | 6   |
| 4. | Peru      | 6    | 1   | 3    | 2    | 10:11  | -1    | 5   |
| 5. | Chile     | 6    | 2   | 1    | 3    | 9:14   | -5    | 5   |
| 6. | Urugwaj   | 6    | 2   | 0    | 4    | 15:14  | 1     | 4   |
| 7. | Boliwia   | 6    | 0   | 1    | 5    | 4:23   | -19   | 1   |

Dwudziestym dziewiątym triumfatorem turnieju Copa América został po raz drugi z rzędu (w sumie dwunasty) zespół Argentyny.

### Strzelcy bramek
| Gole   | Piłkarze |
| ------ | --- |
| 8      | Pelé |
| 6      | Aveiro |
| 5      | Paulo Valentim Loayza                                                                                       |
| 4      | Sosa |
| 3      | Belén, Corbatta, Pizzuti Didí Ré Demarco, Douksas, Sasía                                                    |
| 2      | Callá, Manfredini Alcócer J.Soto, M.Soto, L.Sánchez Parodi Joya, Seminario Escalada                         |
| 1      | Cap A.García, Alcón Chinesinho L.Alvarez, Moreno, Tovar I.Sanabria Gómez Sánchez Borges, Guaglianone, Pérez |
| samob. | Benítez (dla Argentyny)                                                                                     |

### Sędziowie
| Mecze | Sędziowie                        |
| ----- | -------------------------------- |
| 8     | Carlos Robles                    |
| 4     | Alberto da Gama Malcher          |
| 3     | Luis Ventre Washington Rodríguez |
| 2     | Alberto Tejada                   |
| 1     | Isidro Ramírez                   |